# Irrbach (Mosel)
Der Irrbach ist ein etwas unter zwei Kilometer langer, etwa ostwärts von links zur Mosel fließender Bach in Trier-West in Rheinland-Pfalz.

## Geographie

### Verlauf
Der Irrbach entspringt am Ostabfall des 373,1 m ü. NHN hohen Mohrenkopfes ins Moseltal auf einer Höhe von etwa 276 m ü. NHN nahe dem Balduinshäuschen. Er fließt steil hangabwärts durch den Wald in Richtung Osten. Wo er in offenes Gelände wechselt, mündet von Norden her der dort etwa ebenso lange, der Heidenquelle entspringende Westerbach zu, der sich bergwärts in drei Hangbäche (linksseits Höhengraben, rechtsseits Ballgraben) gabelt. Etwas nach diesem Zufluss erreicht er die Straße Am Irrbach und geht in eine Verdolung unter dieser, in der er danach die gesamte, dort recht breite linke Moselaue durchquert. Etwa einen halben Kilometer südlich und oberhalb der Trierer Römerbrücke zum Bahnhof Trier-West herüber mündet er nach etwa 1,7 km langem Lauf auf etwa 123 m ü. NHN von links in die Mosel.

### Einzugsgebiet
Das Einzugsgebiet des Irrbachs ist etwa 1,1 km² groß. Es liegt mit seinen höheren, westlichen und größtenteils bewaldeten Anteilen im Unterraum Palliener Sandsteinfelsen, mit seinen östlichen im Siedlungs- und Gewerbegebiet von Trier-West im Unterraum Trierer Moseltal des Naturraums Trierer Moseltal (mit Rändern). Höchster Punkt ist der 372,3 m ü. NHN erreichende Gipfel des Mohrenkopfes ganz im Westen. Es ist eingefasst von den Einzugsgebieten des Sirzenicher Bachs im Norden, der flussabwärts, und dem des Eurenerbachs im Süden, der flussaufwärts in die Mosel mündet; beide Nachbargewässer sind deutlich größer.